# Зайцев, Рогдай Олегович
Рогдай Олегович Зайцев (1938—2019) — доктор физико-математических наук, профессор кафедры теоретической физики МФТИ.

## Биография
Родился в Москве 18.09.1938. Окончил физический факультет МГУ имени М. В. Ломоносова (1961) и аспирантуру Института проблем физики им. П. Л. Капицы. В 1966 г. защитил кандидатскую диссертацию: «Граничные условия и явления на поверхности раздела сверхпроводника с нормальным металлом».
С 1965 по 2008 г. работал в Институте атомной энергии имени И. В. Курчатова. Параллельно занимался преподавательской деятельностью в вузах.
С 2010 г. профессор кафедры теоретической физики МФТИ.
Доктор физико-математических наук. Докторская диссертация:
- Фазовые переходы в неидеальном твердом теле : диссертация … доктора физико-математических наук : 01.04.07. — Москва, 1983. — 295 c. : ил. + Прил. (39 с. : ил.).

Разработал свою систему диаграммных методов в теоретической физике (диаграммы Зайцева).
Умер в Москве 1 октября 2019 года.

## Из библиографии
Автор курса лекций «Введение в современную статистическую физику», выдержавшего 5 изданий, в том числе на английском языке.
Книги:
- Диаграммные методы в теории сверхпроводимости и ферромагнетизма / Р. О. Зайцев. — М.: УРСС, 2004 (Тип. Рохос). — 175 с. : ил.; 22 см; ISBN 5-354-00751-8 (в обл.)
- Введение в современную статистическую физику : курс лекций / Р. О. Зайцев. — Изд. 2-е, испр. — Москва : URSS, 2006 (М. : Ленанд). — 396 с. : ил.; 22 см; ISBN 5-484-00476-4
  - Введение в современную статистическую физику: курс лекций / Р. О. Зайцев. — Изд. 4-е, испр. и существенно доп. — Москва : Либроком, 2013 (М. : Ленанд). — 500 с. : ил.; 22 см; ISBN 978-5-397-04068-6
- Введение в современную кинетическую теорию : курс лекций / Р. О. Зайцев. — Москва : URSS, 2006. — 480 с. : ил.; 22 см; ISBN 5-484-00572-8
- Статистическая физика взаимодействующих систем : курс лекций / Р. О. Зайцев. — Москва : URSS ; Москва : Ленанд, 2017 (cop. 2016). — 245 с. : ил.; 22 см; ISBN 978-5-9710-4058-3
- Diagrammatic methods in the theory of superconductivity and ferromagnetism / R. O. Zaitsev. — Moscow : URSS, 2007 (М. : Ленанд). — 164 с. : ил.; 22 см; ISBN 978-5-484-01012-7
- Introduction to modern statistical physics : a set of lectures / R. O. Zaitsev. — Moscow : URSS, 2008. — 409 с. : ил.; 22 см. — (Физика).; ISBN 978-5-484-01040-0
- Теория высокотемпературной сверхпроводимости / Р. О. Зайцев; Моск. физ.-техн. ин-т. — М. : МФТИ, 1993. — 81,[2] с.; 21 см; ISBN 5-230-10835-2 :
- Диаграммные методы в физике твердого тела : Учеб. пособие / Р. О. Зайцев; Моск. физ.-техн. ин-т. — М. : МФТИ, 1990. — 88 с. : ил.; 20 см.
- Введение в теорию сверхпроводимости : Учеб. пособие / Р. О. Зайцев, В. Г. Орлов; Моск. физ.-техн. ин-т. — М. : МФТИ, 1995. — 108 с.; 20 см; ISBN 5-230-10862-2 :
- Некоторые применения диаграммных методов в физике твердого тела: Учеб. пособие / М-во высш. и сред. спец. образ. РСФСР. Моск. физ.-техн. ин-т. — [Москва] : [б. и.], 1977. — [1], 101 с.; 20 см.
- Электрон-дырочная асимметрия высокотемпературных сверхпроводников : препринт / Р. О. Зайцев. - М., 1990. - 40 с. - (Препринт ; ИАЭ-5128/1).
- Метод вторичного квантования для систем многих частиц : учеб. пос. для студентов вузов по напр. "Прикл. математика и физика" / Р. О. Зайцев, Ю. В. Михайлова ; Минобрнауки РФ, ФАО, Моск. физико-техн. ин-т (гос. ун-т). - Москва : МФТИ, 2008. - 163 с.; ISBN 978-5-7417-0246-8